# Microsoft Windows 10のバージョン履歴/バージョン 1803
Microsoft Windows 10のバージョン履歴/バージョン 1803では、Microsoft Windows 10のバージョン履歴のうち、バージョン 1803の更新履歴について記述する。

## バージョン履歴
このバージョンのテスト期間中、Fast リングのユーザーを対象に「Skip Ahead」オプションが設定され、これを選択すると、バージョン 1803の開発がある程度進んだ段階で、そのリリースを待つことなくバージョン 1809のプレビュー版を受け取ることができるようになった。

このため以下に掲げるバージョン 1803の更新履歴においても、Skip Aheadを含むFast リングの全ユーザーに配布されたバージョンについては単に「Fast リング」と表記し、Skip Aheadを選択しなかったFast リングユーザーのみに配布されたバージョンでは「Fast リング（通常のみ）」と表記する。
| Windows 10 バージョン 1803 プレビュービルド | Windows 10 バージョン 1803 プレビュービルド                                                             | Windows 10 バージョン 1803 プレビュービルド |
| OS ビルド ブランチ                          | リリース日                                                                                              | 概要 |
| ------------------------------------------- | --- | --- |
| 16353.1000 rs_prerelease                    | Skip Ahead : 2017年8月31日                                                                              | - 主にUIの細かな改善 |
| 16362.1000 rs_prerelease                    | Skip Ahead : 2017年9月14日                                                                              | - 再起動や更新の際に現在のユーザーで自動的にサインインするかどうかの切り替えをUI化 - ナレーターにおいて、使用するオーディオデバイスや読み上げ対象が選択可能に - 細かな改善及びバグフィックス |
| 17004.1000 rs_prerelease                    | Skip Ahead : 2017年9月27日                                                                              | - 流れるような(Fluent)デザインへ：スタートメニューのタイル/リストがタブ切り替え可能に - Microsoft Edge へのいくつかの変更・修正 - 細かな改善及びバグフィックス |
| 17017.1000 rs_prerelease                    | Fast リング: 2017年10月13日                                                                             | - バージョン 1709との並行配信終了 - 学習型おすすめ機能「Cortana Collection」が追加 - コルタナの先行オファー機能をアクションセンターの同機能と統合・シンプル化 - 設定アプリにスタートアップの設定が追加 - 細かな改善及びバグフィックス |
| 17025.1000 rs_prerelease                    | Fast リング: 2017年10月25日 Slow リング: 2017年11月1日                                                  | - 簡単操作機能の再編成 - Microsoft Yaheiフォント（簡体字中国語）の改善 - その他改善及びバグフィックス |
| 17035.1000 rs_prerelease                    | Fast リング: 2017年11月9日                                                                              | - Microsoft Edgeの強化 - 設定アプリの強化 - Microsoft Yaheiフォント（簡体字中国語）の改善 - タッチキーボードの改善 - 手書きパネルの改善 - 日本語インプットメソッドエディタ（IME）の改善 - その他改善及びバグフィックス |
| 17040.1000 rs_prerelease                    | Fast リング: 2017年11月16日                                                                             | - Microsoft Edgeの強化 - 設定アプリの改善 - タッチキーボードの改善 - 手書きパネルの改善 - 新しいコミットジェスチャー - 中国語（簡体字）手書きのボタンレイアウトの改善 - その他改善及びバグフィックス |
| 17046.1000 rs_prerelease                    | Fast リング: 2017年11月22日                                                                             | - Microsoft Edgeにおいて、フォームの住所関連欄を記憶し、一括で埋める機能追加 - スタートにおいて、タイルの右クリックメニューに設定へのリンクを追加 - その他改善及びバグフィックス |
| 17063.1000 rs_prerelease                    | Fast リング: 2017年12月19日                                                                             | - 過去に開いたアプリやWebページを時系列で追跡できるタイムライン機能の追加 - 関連するWebページ、アプリケーション、ファイル、ドキュメントなどをワンクリックでまとめて呼び出せる機能「Sets」の導入 - Microsoft Edge及びCortanaの機能強化 - 流れるような(Fluent)デザインへ ：タスクバーやShare、時計・カレンダー、設定アプリなどのデザイン変更 - スタートメニューのインデックス形式表示における日本語や簡体字中国語などの文字グループ表示を簡略化 - その他多数の改善、及びバグフィックス |
| 17074.1000 rs_prerelease                    | Fast リング: 2018年1月11日 Slow リング: 2018年1月19日                                                   | - 学習型AIによるローカライズ支援の導入 - Quiet Hours(静音時刻)の設定を追加 - フィールド組み込み型手書きパネルの追加 - Microsoft Edgeの機能強化 - その他多数の改善、及びバグフィックス |
| 17083.1000 rs_prerelease                    | Fast リング: 2018年1月24日                                                                              | - フォント及びフォント設定の改善、一部フォントのストアアプリ化 - 診断データビュアーの導入による診断データ収集基準の可視化 - タイムラインの項目削除方法を改善 - Quiet HoursをFocus Assist(集中モード)に改名、三段階及び詳細に分割 - 設定＞アプリケーションの設定にUWPアプリケーションのバージョンを表示 - 「Sets」機能の一時撤廃 - その他多数の改善及びバグフィックス |
| 17093.1000 rs_prerelease                    | Fast リング: 2018年2月7日                                                                               | - 診断データが削除可能に - 設定がHDR Videoに対応 - マルチGPUシステムに標準対応 - 専用アプリをインストールしたAndroid・iOS・Windows Phoneデバイスによりパスワード無しでログイン可能に（Sモードのみ） - 視線制御の改良 - ゲームバーの改良 - 設定アプリ内のWindows DefenderをWindows セキュリティに改称 - Bluetoothデバイスがワンクリックでペアリング可能に - Microsoft Edgeの機能強化 - その他改善及びバグフィックス                                                                   |
| 17101.1000 rs4_release                      | Fast リング（通常のみ）: 2018年2月14日                                                                  | - 絵文字のデザインの改善 - アプリケーション毎にアクセス許可を設定可能に - 電源管理がより詳細に。またプリセットモードにUltimate Performanceが追加(Pro for Workstationsのみ) - 生産性向上の為のアプリケーション群を既定のアプリケーションに追加(Pro for Workstationsのみ) - Windows App Preview Programの導入 - その他改善及びバグフィックス - Skip Ahead選択ユーザーは2月14日よりバージョン 1809のプレビュー版へ移行。                                                                |
| 17107.1000 rs4_release                      | Fast リング（通常のみ）: 2018年2月23日                                                                  | - Windows Updateの改善：スキャン・ダウンロード・更新の間はスリープしないように - その他改善及びバグフィックス |
| 17110.1000 rs4_release                      | Fast リング（通常のみ）: 2018年2月27日                                                                  | - 機能更新の要所でカスタムスクリプトが利用可能に(主に企業向け) - その他改善及びバグフィックス |
| 17112.1 rs4_release                         | Fast リング（通常のみ）: 2018年3月2日                                                                   | - 主に改善及びバグフィックス |
| 17115.1 rs4_release                         | Fast リング（通常のみ）: 2018年3月6日 Slow リング: 2018年3月9日                                         | - セットアップ時のプライバシー設定のデザイン変更・項目追加 - その他改善及びバグフィックス |
| 17120.1 rs4_release                         | Fast リング（通常のみ）: 2018年3月13日 Slow リング: 2018年3月16日                                       | - Windows Defender Application Guard (WDAG)のパフォーマンス改善 - その他改善及びバグフィックス |
| 17123.1 rs4_release                         | Fast リング（通常のみ）: 2018年3月16日                                                                  | - High Efficiency Image File Format (HEIF)のサポート - その他改善及びバグフィックス |
| 17127.1 rs4_release                         | Fast リング（通常のみ）: 2018年3月20日 Slow リング: 2018年3月23日                                       | - Cortanaのノートブックの改善 - その他改善及びバグフィックス |
| 17128.1 rs4_release                         | Fast リング（通常のみ）: 2018年3月23日                                                                  | - Cortanaが設定の手順を画像で案内する機能「Cortana Show Me」追加 |
| 17133.1 rs4_release                         | Fast リング（通常のみ）: 2018年3月27日 Slow リング: 2018年3月30日 Release Preview リング: 2018年4月5日  | - 主に改善及びバグフィックス |
| 17133.73 rs4_release                        | Fast リング（通常のみ）: 2018年4月10日 Slow リング: 2018年4月10日 Release Preview リング: 2018年4月10日 | - 主に改善及びバグフィックス - 一部デバイスで更新履歴が消失する不具合があった。 |

| Windows 10 バージョン 1803の公開後の更新 | Windows 10 バージョン 1803の公開後の更新 | Windows 10 バージョン 1803の公開後の更新                                                                                            | Windows 10 バージョン 1803の公開後の更新 |
| OS ビルド                                | KB番号                                   | リリース日 | 概要 |
| ---------------------------------------- | ---------------------------------------- | --- | --- |
| 17134.1                                  | フルビルド更新のため無し                 | Fast リング（通常のみ）: 2018年4月16日 Slow リング: 2018年4月20日 Release Preview リング: 2018年4月20日 一般リリース: 2018年4月30日 | - 主に改善及びバグフィックス |
| 17134.5                                  | KB4135051                                | Fast リング（通常のみ）: 2018年4月27日 Slow リング: 2018年4月27日 Release Preview リング: 2018年4月27日                             | - 通常版Fast リングは5月3日よりバージョン 1809のプレビュー版に移行したため、このビルドがバージョン 1803の最後の配信となった。                                                                              |
| 17134.48                                 | KB4103721                                | Slow リング: 2018年5月8日 Release Preview リング: 2018年5月8日 一般リリース: 2018年5月8日                                           | |
| 17134.81                                 | KB4100403                                | Slow リング: 2018年5月23日 Release Preview リング: 2018年5月23日 一般リリース: 2018年5月23日                                        | |
| 17134.83                                 | KB4338548                                | Slow リング: 2018年6月5日 Release Preview リング: 2018年6月5日 一般リリース: 2018年6月5日                                           | |
| 17134.112                                | KB4284835                                | Slow リング: 2018年6月12日 Release Preview リング: 2018年6月12日 一般リリース: 2018年6月12日                                        | |
| 17134.137                                | KB4284848                                | Slow リング: 2018年6月26日 Release Preview リング: 2018年6月26日 一般リリース: 2018年6月26日                                        | - Slow リングは7月3日よりバージョン 1809のプレビュー版に移行したため、このビルドがバージョン 1803の最後の配信となった。                                                                                    |
| 17134.165                                | KB4338819                                | Release Preview リング: 2018年7月10日 一般リリース: 2018年7月10日                                                                   | |
| 17134.167                                | KB4345421                                | Release Preview リング: 2018年7月16日 一般リリース: 2018年7月16日                                                                   | |
| 17134.191                                | KB4340917                                | Release Preview リング: 2018年7月24日 一般リリース: 2018年7月24日                                                                   | |
| 17134.228                                | KB4343909                                | Release Preview リング: 2018年8月14日 一般リリース: 2018年8月14日                                                                   | |
| 17134.254                                | KB4346783                                | Release Preview リング: 2018年8月30日 一般リリース: 2018年8月30日                                                                   | |
| 17134.285                                | KB4457128                                | Release Preview リング: 2018年9月11日 一般リリース: 2018年9月11日                                                                   | |
| 17134.286                                | KB4464218                                | Release Preview リング: 2018年9月17日 一般リリース: 2018年9月17日                                                                   | |
| 17134.320                                | KB4458469                                | Release Preview リング: 2018年月日 一般リリース: 2018年9月26日                                                                      | - Release Preview リングは10月3日よりバージョン 1809に移行したため、このビルドがバージョン 1803の最後の配信となった。                                                                                      |
| 17134.345                                | KB4462919                                | 一般リリース: 2018年10月9日 | |
| 17134.376                                | KB4462933                                | 一般リリース: 2018年10月24日 | |
| 17134.407                                | KB4467702                                | 一般リリース: 2018年11月13日 | |
| 17134.441                                | KB4467682                                | 一般リリース: 2018年11月27日 | |
| 17134.471                                | KB4471324                                | 一般リリース: 2018年12月11日 | |
| 17134.472                                | KB4483234                                | 一般リリース: 2018年12月19日 | |
| 17134.523                                | KB4480966                                | 一般リリース: 2019年1月8日 | |
| 17134.556                                | KB4480976                                | 一般リリース: 2019年1月15日 | |
| 17134.590                                | KB4487017                                | 一般リリース: 2019年2月12日 | |
| 17134.619                                | KB4487029                                | 一般リリース: 2019年2月19日 | |
| 17134.648                                | KB4489868                                | 一般リリース: 2019年3月12日 | |
| 17134.677                                | KB4489894                                | 一般リリース: 2019年3月19日 | |
| 17134.706                                | KB4493464                                | 一般リリース: 2019年4月9日 | |
| 17134.753                                | KB4493437                                | 一般リリース: 2019年4月25日 | |
| 17134.765                                | KB4499167                                | 一般リリース: 2019年5月14日 | |
| 17134.766                                | KB4505064                                | 一般リリース: 2019年5月19日 | |
| 17134.799                                | KB4499183                                | 一般リリース: 2019年5月21日 | |
| 17134.829                                | KB4503286                                | 一般リリース: 2019年6月11日 | |
| 17134.858                                | KB4503288                                | 一般リリース: 2019年6月18日 | |
| 17134.860                                | KB4509478                                | 一般リリース: 2019年6月26日 | |
| 17134.885                                | KB4507435                                | 一般リリース: 2019年7月9日 | |
| 17134.915                                | KB4507466                                | 一般リリース: 2019年7月16日 | |
| 17134.950                                | KB4512501                                | 一般リリース: 2019年8月13日 | |
| 17134.984                                | KB4512509                                | 一般リリース: 2019年8月19日 | |
| 17134.1006                               | KB4516058                                | 一般リリース: 2019年9月10日 | |
| 17134.1009                               | KB4522014                                | 一般リリース: 2019年9月23日 | |
| 17134.1039                               | KB4516045                                | 一般リリース: 2019年9月24日 | |
| 17134.1040                               | KB4524149                                | 一般リリース: 2019年10月3日 | |
| 17134.1069                               | KB4520008                                | 一般リリース: 2019年10月8日 | |
| 17134.1099                               | KB4519978                                | 一般リリース: 2019年10月15日 | |
| 17134.1130                               | KB4525237                                | 一般リリース: 2019年11月12日 | - このビルドをもって、Home エディションおよびPro エディションにおけるバージョン 1803のサポートは終了した。                                                                                                 |
| 17134.1148                               | KB4530717                                | 一般リリース: 2019年12月10日 | Enterprise エディションおよびEducation エディション限定の更新 |
| 17134.1246                               | KB4534293                                | 一般リリース: 2020年1月14日 | Enterprise エディションおよびEducation エディション限定の更新 |
| 17134.1276                               | KB4534308                                | 一般リリース: 2020年1月23日 | Enterprise エディションおよびEducation エディション限定の更新 |
| 17134.1304                               | KB4537762                                | 一般リリース: 2020年2月11日 | Enterprise エディションおよびEducation エディション限定の更新 |
| 17134.1345                               | KB4537795                                | 一般リリース: 2020年2月25日 | Enterprise エディションおよびEducation エディション限定の更新 |
| 17134.1365                               | KB4540689                                | 一般リリース: 2020年3月10日 | Enterprise エディションおよびEducation エディション限定の更新 |
| 17134.1399                               | KB4541333                                | 一般リリース: 2020年3月17日 | Enterprise エディションおよびEducation エディション限定の更新 |
| 17134.1425                               | KB4550922                                | 一般リリース: 2020年4月14日 | Enterprise エディションおよびEducation エディション限定の更新 |
| 17134.1456                               | KB4550944                                | 一般リリース: 2020年4月21日 | Enterprise エディションおよびEducation エディション限定の更新 |
| 17134.1488                               | KB4556807                                | 一般リリース: 2020年5月12日 | Enterprise エディションおよびEducation エディション限定の更新 |
| 17134.1550                               | KB4561621                                | 一般リリース: 2020年6月9日 | Enterprise エディションおよびEducation エディション限定の更新 |
| 17134.1553                               | KB4567514                                | 一般リリース: 2020年6月16日 | Enterprise エディションおよびEducation エディション限定の更新 |
| 17134.1610                               | KB4565489                                | 一般リリース: 2020年7月14日 | Enterprise エディションおよびEducation エディション限定の更新 |
| 17134.1667                               | KB4571709                                | 一般リリース: 2020年8月11日 | Enterprise エディションおよびEducation エディション限定の更新 |
| 17134.1726                               | KB4577032                                | 一般リリース: 2020年9月8日 | Enterprise エディションおよびEducation エディション限定の更新 |
| 17134.1792                               | KB4580330                                | 一般リリース: 2020年10月13日 | Enterprise エディションおよびEducation エディション限定の更新 |
| 17134.1845                               | KB4586785                                | 一般リリース: 2020年11月10日 | Enterprise エディションおよびEducation エディション限定の更新 |
| 17134.1902                               | KB4592446                                | 一般リリース: 2020年12月8日 | Enterprise エディションおよびEducation エディション限定の更新 |
| 17134.1967                               | KB4598245                                | 一般リリース: 2021年1月12日 | Enterprise エディションおよびEducation エディション限定の更新 |
| 17134.2026                               | KB4601354                                | 一般リリース: 2021年2月9日 | Enterprise エディションおよびEducation エディション限定の更新 |
| 17134.2087                               | KB5000809                                | 一般リリース: 2021年3月9日 | Enterprise エディションおよびEducation エディション限定の更新 |
| 17134.2088                               | KB5001565                                | 一般リリース: 2021年3月15日 | Enterprise エディションおよびEducation エディション限定の更新 |
| 17134.2090                               | KB5001634                                | 一般リリース: 2021年3月18日 | Enterprise エディションおよびEducation エディション限定の更新 |
| 17134.2145                               | KB5001339                                | 一般リリース: 2021年4月13日 | Enterprise エディションおよびEducation エディション限定の更新 |
| 17134.2208                               | KB5003174                                | 一般リリース: 2021年5月11日 | Enterprise エディションおよびEducation エディション限定の更新 - このビルドをもって、Enterprise エディションおよびEducation エディションを含む全エディションで、バージョン 1803のサポートが完全に終了した。 |